# Danh sách địa điểm tổ chức Hoa hậu Trái Đất Philippines

Dưới đây là danh sách các ấn bản các năm và thông tin về cuộc thi Hoa hậu Trái Đất Philippines.

## Danh sách các địa điểm tổ chức Hoa hậu Trái Đất Philippines
| Năm  | Chiến thắng                        | Ấn bản | Ngày       | Địa điểm tổ chức                             | Thành phố                   | Tỉnh/Vùng                   | Tham dự |
| ---- | ---------------------------------- | ------ | ---------- | -------------------------------------------- | --------------------------- | --------------------------- | ------- |
| 2001 | Manila                             | Thứ 01 | 28 tháng 4 | Nhà hát Trường Đại học Philippines           | Quezon                      | Vùng thủ đô Manila          | 24      |
| 2002 | Zamboanga                          | Thứ 02 | 12 tháng 5 | Nhà hát Trường Đại học Philippines           | Quezon                      | Vùng thủ đô Manila          | 24      |
| 2003 | Angeles                            | Thứ 03 | 11 tháng 5 | Nhà hát Aguinaldo                            | Quezon                      | Trại Aguinaldo              | 24      |
| 2004 | Vùng thủ đô Manila                 | Thứ 04 | 2 tháng 5  | Nhà hát Trường Đại học Philippines           | Quezon                      | Vùng thủ đô Manila          | 24      |
| 2005 | Trung Luzon                        | Thứ 05 | 29 tháng 5 | Nhà hát Trường Đại học Philippines           | Quezon                      | Vùng thủ đô Manila          | 24      |
| 2006 | Vùng thủ đô Manila                 | Thứ 06 | 14 tháng 5 | Nhà hát Trường Đại học Philippines           | Quezon                      | Vùng thủ đô Manila          | 24      |
| 2007 | CALABARZON                         | Thứ 07 | 29 tháng 4 | Nhà hát Trường Đại học Philippines           | Quezon                      | Vùng thủ đô Manila          | 23      |
| 2008 | Cebu                               | Thứ 08 | 11 tháng 5 | Khách sạn Crowne Plaza                       | Pasig                       | Trung tâm Ortigas           | 41      |
| 2009 | Negros Occidental                  | Thứ 09 | 10 tháng 5 | Trung tâm giải trí Arena                     | San Juan                    | Vùng thủ đô Manila          | 50      |
| 2010 | Infanta, Quezon                    | Thứ 10 | 24 tháng 4 | Công viên đại dương Manila                   | Manila                      | Vùng thủ đô Manila          | 49      |
| 2011 | Casiguran, Aurora                  | Thứ 11 | 5 tháng 6  | Công viên quốc gia sông ngầm Puerto Princesa | Puerto Princesa             | Palawan                     | 49      |
| 2012 | Quezon                             | Thứ 12 | 27 tháng 5 | Trung tâm thương mại SM của châu Á           | Pasay                       | Bay                         | 47      |
| 2013 | Olongapo                           | Thứ 13 | 19 tháng 5 | Khu thương mại Asia Arena                    | Pasay                       | Vùng thủ đô Manila          | 47      |
| 2014 | Cebu                               | Thứ 14 | 11 tháng 5 | Khu thương mại Asia Arena                    | Pasay                       | Vùng thủ đô Manila          | 49      |
| 2015 | Manila                             | Thứ 15 | 31 tháng 5 | Khu thương mại Asia Arena                    | Pasay                       | Vùng thủ đô Manila          | 38      |
| 2016 | Puerto Princesa (Từ bỏ vương miện) | Thứ 16 | 11 tháng 6 | Nhà hát Trường Đại học Philippines           | Quezon                      | Vùng thủ đô Manila          | 46      |
| 2016 | Laoag (Thay thế)                   | Thứ 16 | 11 tháng 6 | Nhà hát Trường Đại học Philippines           | Quezon                      | Vùng thủ đô Manila          | 46      |
| 2017 | Manila                             | Thứ 17 | 15 tháng 7 | Khu thương mại Asia Arena                    | Pasay                       | Vùng thủ đô Manila          | 40      |
| 2018 | Rome                               | Thứ 18 | 19 tháng 5 | Khu thương mại Asia Arena                    | Pasay                       | Vùng thủ đô Manila          | 42      |
| 2019 | Pasig                              | Thứ 19 | 10 tháng 7 | Khách sạn Okada Manila                       | Parañaque                   | Vùng thủ đô Manila          | 40      |
| 2020 | Baguio                             | Thứ 20 | 5 tháng 7  | Tổ chức trực tuyến qua ứng dụng Zoom         | Không có thành phố đăng cai | Không có tỉnh/vùng đăng cai | 33      |
| 2021 | Parañaque                          | Thứ 21 | 8 tháng 8  | Tổ chức trực tuyến qua ứng dụng Zoom         | Không có thành phố đăng cai | Không có tỉnh/vùng đăng cai | 68      |
| 2022 | Santa Ignacia                      | Thứ 22 | 6 tháng 8  | Khu nghỉ mát Tag                             | Puerto Princesa             | Palawan                     | 38      |

## Số lần tổ chức của các thành phố
| Thành phố       | Số lần | Năm                  |
| --------------- | ------ | -------------------- |
| Quezon          | 8      | 2001–2007, 2016      |
| Pasay           | 6      | 2012–2015, 2017-2018 |
| Puerto Princesa | 2      | 2011, 2022           |
| Parañaque       | 1      | 2019                 |
| Manila          | 1      | 2010                 |
| San Juan        | 1      | 2009                 |
| Pasig           | 1      | 2008                 |